# 도성초등학교 (충남)
도성초등학교는 대한민국 충청남도 당진시 대호지면 사성리 35-9에 있었던 공립 초등학교이다.

## 학교 연혁
- 1958년 4월 1일 조금국민학교 도성분교장 인가
- 1959년 4월 1일 도성국민학교 개교
- 1984년 3월 15일 병설유치원 개원
- 2014년 2월 13일 제55회 졸업(총 1571명)[1]
- 2014년 3월 1일 조금초등학교로 통합